# Christian Rätsch
Christian Rätsch (20. dubna 1957 Hamburk – 17. září 2022) byl německý etnobotanik a etnofarmakolog. Jeho specializací bylo studium rituálního užívání rostlin a hub, zejména kulturního využití psychoaktivních rostlin a hub v šamanismu. Byl autorem více než 40 knih, z nichž řada vyšla i v českém jazyce.
Rätsch studoval na univerzitě v Hamburku staré americké kultury, etnologii a folklór. Doktorát získal dizertací o kouzlech a zaklínadlech indiánů Lakandonů a mayského lidu v Chiapasu (Mexiko). Jako zúčastněný pozorovatel zde jeden rok vedl etnologický terénní výzkum. Po promoci prováděl po celém světě výzkumy léčivých rostlin a šamanismu.

## Knihy v češtině
- Byliny lásky: Afrodisiaka v mýtech, historii a přítomnosti. Praha, Volvox Globator, 1997
- Šamanské vědy. Praha, Volvox Globator, 1999
- Bohové starých Mayů. Praha, Volvox Globator, 1999
- Kameny šamanů. Praha, Volvox Globator, 1999
- Čarodějná medicína. Praha, Volvox Globator, 2000
- Indiánské léčivé rostliny. Praha, Volvox Globator, 2000
- Léčivé rostliny Antiky. Praha, Volvox Globator, 2001
- Paracelsovo lékařství. Praha, Volvox Globator, 2004
- Psychoaktivní rostliny. Praha, Fontána, 2008
- Marihuana jako lék. Praha, Fontána, 2012
- Vykuřovadla. Praha, Kořeny, 2015